# Fenaleen
Fenaleen is een polycyclische aromatische koolwaterstof met als brutoformule C13H10. Structureel gezien bestaat de verbinding uit drie gefuseerde benzeenringen. Het wordt, zoals vele polycyclische aromatische koolwaterstoffen, gevormd tijdens de verbranding van fossiele brandstoffen.

## Reacties
Fenaleen heeft een pKz van 18,1. Voor een koolwaterstof is dit een lage waarde, en de stof wordt door methoxide (CH3O-) omgezet in het anion. Dit ion heeft een aromatisch karakter vanwege de 14 elektronen (12 uit de al aanwezige dubbele bindingen en twee uit de binding naar het onttrokken waterstof-atoom) die in de buitenring van het molecuul een plaats kunnen vinden. Hiermee voldoet het molecuul voor de buitenring aan de regel van Hückel. De p-orbitaal op het centrale koolstofatoom doet daarin dan nauwelijks mee.